# La Garde (Var)
 La Garde  (en occitano La Garda) es una población y comuna francesa, que se encuentra en la región de Provenza-Alpes-Costa Azul, departamento de Var, en el distrito de Toulon. Es el chef-lieu del cantón de su nombre.

## Demografía
| 1 050 | 2 263 | 2 288 | 2 329 | 2 321 | 2 572 | 2 429 | 2 875 | 2 568 | 2 572 | 2 695 | 2 852 | 2 986 | 2 864 | 3 104 | 3 418 | 2 398 | 2 791 | 2 961 | 3 037 | 2 827 | 3 048 | 3 095 | 3 792 | 4 066 | 5 021 | 6 273 | 9 629 | 15 506 | 19 805 | 22 412 | 25 329 | 25 551 |
| Para los censos de 1962 a 1999 la población legal corresponde a la población sin duplicidades (Fuente: INSEE [Consultar]) |       |       |       |       |       |       |       |       |       |       |       |       |       |       |       |       |       |       |       |       |       |       |       |       |       |       |       |        |        |        |        |        |